# Leodonta tellane
Leodonta tellane is een vlindersoort uit de familie van de Pieridae (witjes), onderfamilie Pierinae.
Leodonta tellane werd in 1860 beschreven door Hewitson.